# Juan Lozano (aartsbisschop)
Juan Lozano (y) Lozano (Jumilla, april 1610 – Extremadura, 3 juli 1679) was een Spaans augustijn en prelaat in de Spaanse onderkoninkrijken Napels en Sicilië. Zijn naam in het Italiaans was Giuseppe Lozzano.
Finaal was hij bisschop in het Spaanse moederland: in Plasencia, in Extremadura, onder de Kroon van Castilië.

## Levensloop
Lozano is geboren in Jumilla in het koninkrijk Murcia, dat deel was van de Kroon van Castilië. In Spanje trad hij in bij de orde der augustijnen en behaalde een doctoraat in de theologie. Lozano geraakte toegelaten tot de hofhouding van Fadrique Álvarez de Toledo y Ponce de León, de 7e markies van Villanueva de Valdueza. Lozano werd zijn biechtvader en prediker aan het hof. De markies beschermde de kerkelijke carrière van Lozano van dat moment af. Wanneer de markies door koning Filips IV benoemd werd tot ambassadeur bij de paus, reisde Lozano mee met hem naar Rome. 
Paus Innocentius X stuurde Lozano naar Calabrië, in het Spaanse onderkoninkrijk Napels, waar Lozano bisschop van Tropea werd (1646). 
In 1656 werd Lozano overgeplaatst naar het bisdom Mazara del Vallo, in het Spaanse onderkoninkrijk Sicilië.
Dertien jaar later bevorderde paus Clemens IX Lozano tot aartsbisschop van Palermo, met de bijhorende titel van primaat van het koninkrijk Sicilië (1669). Kort nadien werd de markies van Villanueva onderkoning van Napels (1671-1671). De markies bekleedde nadien het ambt van onderkoning van Sicilië van 1674 tot 1676. Voor zowel de markies van Villanueva als aartsbisschop Lozano werd deze periode gekenmerkt door geweld in Messina: de Messina-oorlog woedde van 1674 tot 1678 tegen de Spaanse overheersing, en dit met Franse hulp aan de opstandelingen. In 1676 was de markies niet aanwezig in Palermo. Lozano stond er zonder zijn mentor en militaire steun alleen voor. De Franse vloot voer Palermo binnen (1676). Aartsbisschop Lozano verbood de Palermitanen wapens uit te delen en de Fransen te beschieten. Dit maakte Lozano voorwerp van onbegrip en volkswoede. Door overleg tussen de Fransen met Lozano en de onderkoning trok de vloot zich terug. 
Nog in het jaar 1676 werd de onderkoning bevorderd tot kapitein-generaal van de Atlantische Oceaan. Hij verliet Sicilië voorgoed. Lozano verliet zijn bisschopstroon in Palermo en reisde naar Spanje terug (1676). Enkele maanden later ontving Lozano de bisschopstroon van Plasencia (1677). Lozano werd geïnstalleerd als bisschop en mocht de eretitel aartsbisschop van Plasencia voeren. Lozano stierf ten gevolge van een verkeersongeluk op een tocht naar het Klooster San Jerónimo in Yuste in de Extremadura (1679). Hij werd in dat klooster ten grave gedragen.

## Illustraties

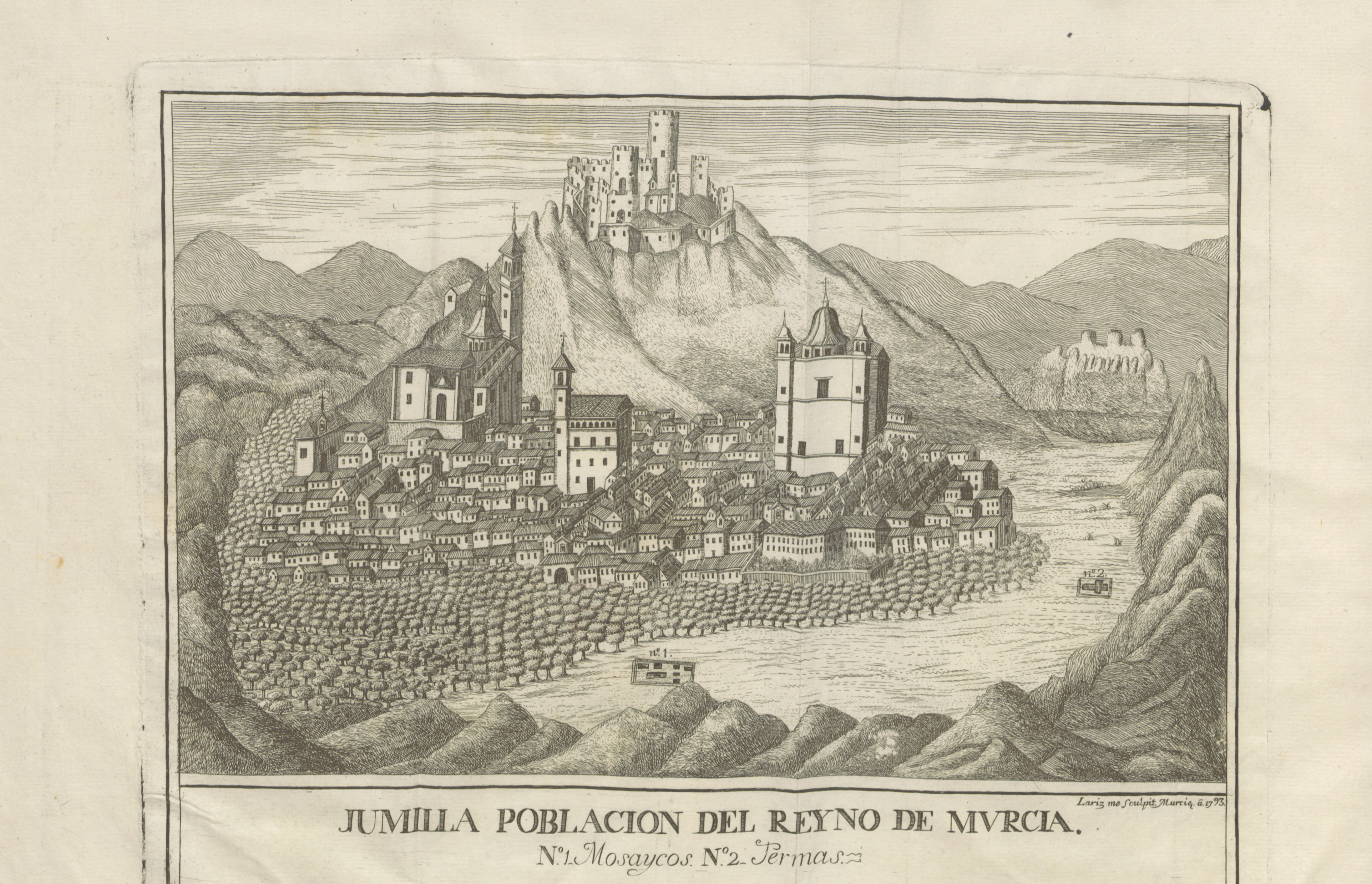
Jumilla, zijn geboorteplaats
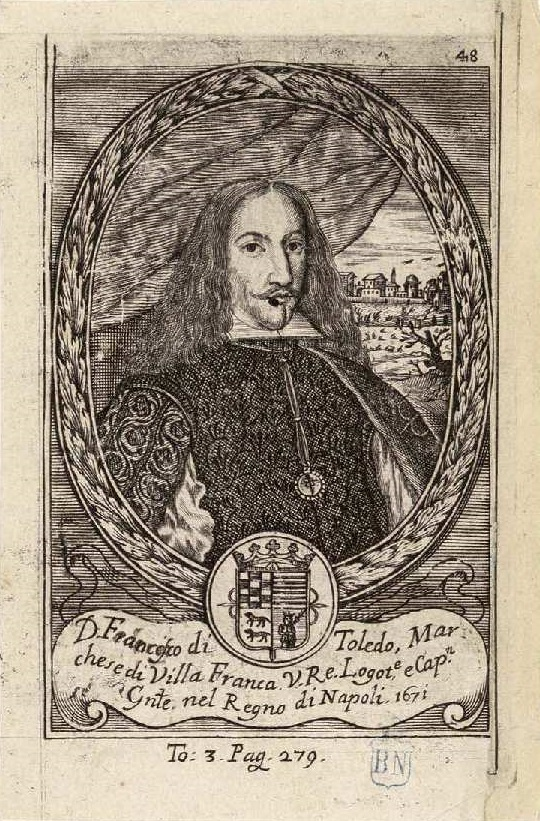
7e markies van Villafranca, zijn beschermheer
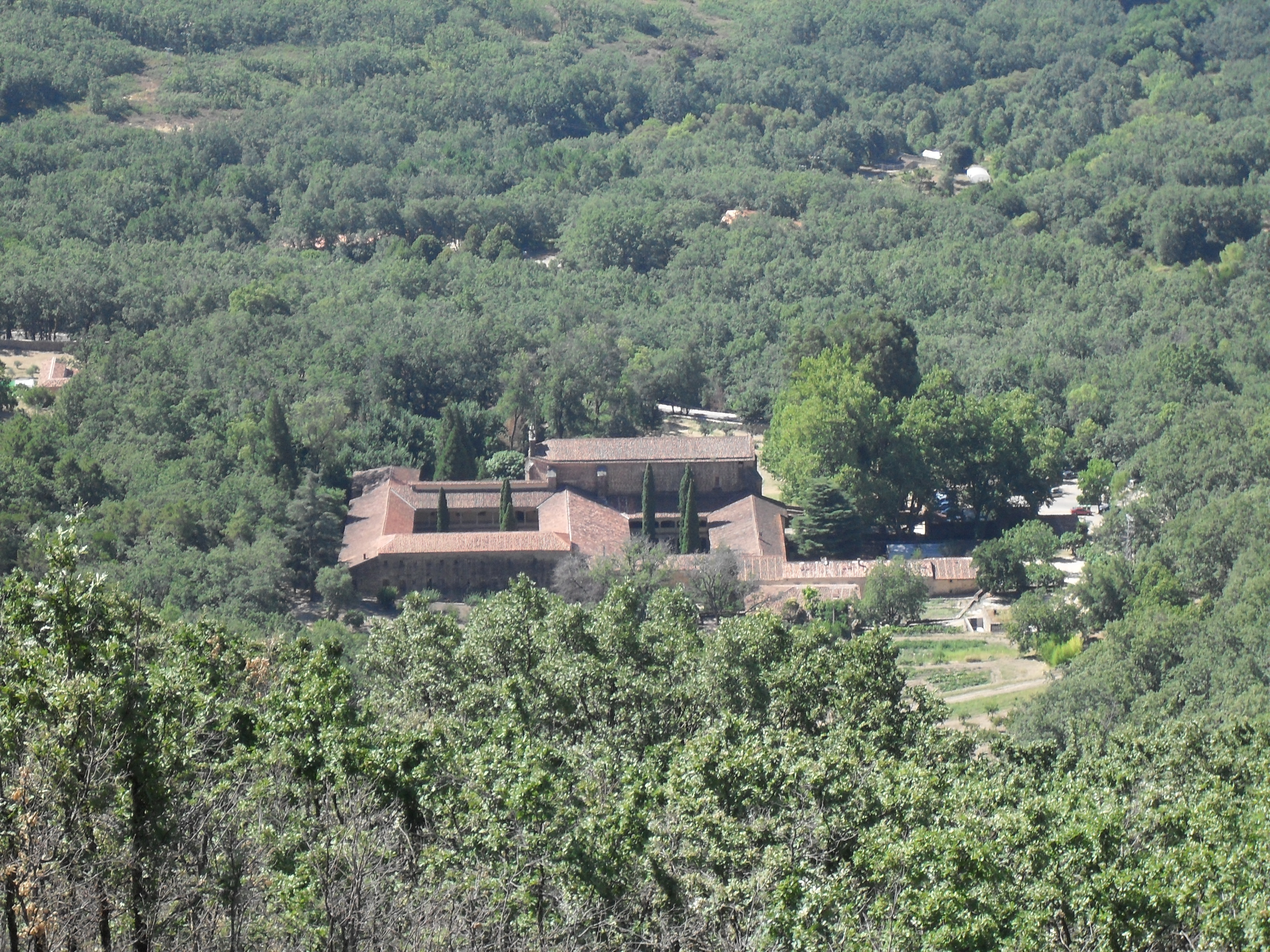
Klooster van Yuste waar hij begraven ligt